# Russia Open 1993
Die Russia Open 1993 im Badminton fanden vom 29. bis zum 31. Oktober 1993 in Moskau statt. Das Preisgeld betrug 15.000 US-Dollar, was dem Turnier zu einem Ein-Sterne-Status im Grand Prix verhalf.

## Sieger und Platzierte
| Disziplin    | Gold                                 | Silber                           | Bronze                                 |
| ------------ | ------------------------------------ | -------------------------------- | -------------------------------------- |
| Herreneinzel | Hannes Fuchs                         | Vladislav Tikhomirov             | Vladislav Druzchenko                   |
| Herreneinzel | Hannes Fuchs                         | Vladislav Tikhomirov             | Sergey Melnikov                        |
| Dameneinzel  | Marina Andrievskaia                  | Marina Yakusheva                 | Irina Yakusheva                        |
| Dameneinzel  | Marina Andrievskaia                  | Marina Yakusheva                 | Elena Rybkina                          |
| Herrendoppel | Mikhail Korshuk Vitaliy Shmakov      | Neil Cottrill John Quinn         | Vladislav Druzchenko Waleri Strelzow   |
| Herrendoppel | Mikhail Korshuk Vitaliy Shmakov      | Neil Cottrill John Quinn         | Sergey Melnikov Nikolai Sujew          |
| Damendoppel  | Marina Andrievskaia Marina Yakusheva | Cha Yoon-sook Yoo Eun-young      | Chung Jae-hee Kim Kyeung-ran           |
| Damendoppel  | Marina Andrievskaia Marina Yakusheva | Cha Yoon-sook Yoo Eun-young      | Nichola Beck Emma Constable            |
| Mixed        | Nikolai Sujew Marina Andrievskaia    | Sergey Melnikov Marina Yakusheva | Waleri Strelzow Wiktorija Jewtuschenko |
| Mixed        | Nikolai Sujew Marina Andrievskaia    | Sergey Melnikov Marina Yakusheva | Vyacheslav Elizarov Olga Kuznetsova    |